# De nådesløse
De nådesløse (eng. Unforgiven) er en amerikansk westernfilm fra 1992. Filmen er instrueret og produceret af Clint Eastwood og har manuskript af David Webb Peoples. 
Eastwood har hovedrollen i filmen, med Gene Hackman, Morgan Freeman, Richard Harris, Jaimz Woolvett, Saul Rubinek og Frances Fisher i andre roller.  Det meste af filmen er optaget i Alberta i august 1991 med Jack Green som cheffotograf.

## Baggrund
Allerede under indspilningen af Kold hævn, hvor Eastwood spiller en tidligere revolvermand, der har ændret sin løbebane og er blevet professor, men beslutter sig for at vende tilbage til sin gamle "profession" en enkelt gang mere, havde han udtrykt ønsket om en western, baseret på denne grundlæggende ide.  Muligheden opstod, da Peoples efter at have fået en Oscar-nominering for en dokumentarfilm i 1981, udbød et manuskript med titlen "The Cut-Whore Killings" til salg på manuskriptmarkedet.  Eastwood fik via Megan Rose adgang til drejebogen og købte den, da andre interesserede havde undladt at benytte deres forkøbsret.  Eastwood var ikke begejstret for titlen og udskød sin beslutning om at instruere filmen. I stedet indspillede han i 1985 Pale Rider, som en form for alternativ western. Muligvis ventede han på at nå den rette alder til selv at spille hovedrollen i filmen, som han senere valgte at give den amerikanske titel "Unforgiven". 
Da Eastwood endelig gik i gang med projektet valgte han i modsætning til de fleste af sine projekter at engagere en række etablerede Hollywood – skuespillere.. Han dedikerede filmen til sine tidligere instruktører og mentorer Don Siegel og Sergio Leone.

## Handling
Filmen fortæller historien om William Munny, en ældre revolvermand som er blevet enkemand og har ansvaret for to børn. Han påtager sig et sidste job efter at have været landmand i en årrække. Medvirkende til denne beslutning er, at han bogstavelig talt er faldet på næsen i svinestien. Sammen med sin eneste ven, Ned Logan, spillet af Morgan Freeman, påtager han sig at straffe en mand, der har skamferet en prostitueret. Men sheriffen i byen, spillet af Gene Hackman, gør alt for at jage hævnerne ud af byen. Han demonstrerer sin hensigt, da han gennembanker English Bob, overbevisende spillet af Harris Handlingen tager mange uventede drejninger, og der er flere henvisninger til tidligere Eastwood-filmatiseringer.  Den er blevet beskrevet som en dyster Western, der sætter fokus på de grimmere aspekter af vold, ligesom den problematiserer myten om "det gamle vesten", blandt andet i en scene, hvor en ung fyr, der har sluttet sig til Munny, dræber en mand, mens denne er på WC. Det endelige opgør mellem Munny og sheriffen finder sted i en saloon og beskrives som ”et uundgåeligt, voldsomt og forfærdeligt klimaks " Det er uundgåeligt – ikke blot fordi Munny skal fuldføre sin opgave som hyret revolvermand, men også fordi han er tvunget til at hævne vennen, Ned Logan, som sheriffen har dræbt; det er voldsomt, fordi opgøret består i en langvarig revolverduel, som finder sted efter at sheriffen har gennembanket Munny. Denne bliver dog plejet i ugevis af de prostituerede, så han kan fuldføre opgaven. 

## Modtagelse
Eastwood havde under markedsføringen for filmen dels overladt reklamekampagnen til Warner, dels deltaget i et landsdækkende TV -show, hvilket var atypisk for ham.
Filmen blev en stor kommerciel succes, som alene i premiere – weekenden indtjente mere end $15 millioner ,, og i alt solgte billetter for mere end $100 millioner i Nordamerika.
De nådesløse blev af mange kritikere hyldet som en af de bedste film med premiere i 1992. Jack Methews fra Los Angeles Times omtalte den som "The finest classical western to come along since perhaps John Ford's 1956 The Searchers. Richard Corliss i Time skrev, at filmen indeholdt "Eastwood's meditation on age, repute, courage, heroism—on all those burdens he has been carrying with such grace for decades".
Filmen var nomineret til ni og vandt fire Oscars – bedste mandlige birolle (Hackman), bedste instruktør, bedste klipning og bedste film. Eastwood var også nomineret til en Oscar for bedste mandlige hovedrolle, men tabte til Al Pacino i En duft af kvinde. Prisoverrækkelsen fandt sted den 29. marts 1993, hvor Barbra Streisand overrakte statuetten til bedste instruktør, mens publikum hyldede Eastwood med stående applaus. Eastwood afsluttede sin takketale med at undskylde, hvis han skulle have glemt nogle af de mange, der havde bidraget til successen, men fik lejlighed til at "reparere" på fejltagelserne, da Jack Nicholson kort efter nævnte ham som vinder af statuetten for bedste film.